# Genesis (Rotting Christ)
Genesis è il settimo album in studio del gruppo musicale Rotting Christ, pubblicato il 2002 dalla Century Media Records.

## Tracce
1. "Daemons" – 3:27
2. "Lex Talionis" – 5:03
3. "Quintessence" – 4:45
4. "Nightmare" – 7:08
5. "In Domine Sathana" – 5:16
6. "Release Me" – 3:51
7. "The Call of the Aethyrs" – 4:32
8. "Dying" – 4:48
9. "Ad Noctis" – 6:11
10. "Under the Name of the Legion" – 6:29

## Formazione
- Sakis “Necromayhem” Tolis - voce, chitarra, basso, testi
- Giorgos Tolias - tastiera
- Themis Tolis - batteria